# Vladimir Bajić
Vladimir Bajić (in serbo Владимир Бајић?; Novi Sad, 13 giugno 1987) è un calciatore serbo, portiere svincolato.

## Carriera
Ha giocato nella massima serie dei campionati serbo e greco.